# Gösta "Fåglum" Pettersson
Gösta Artur Roland ”Fåglum” Pettersson, född 23 november 1940 i Alingsås (med Vårgårda som födelsehemort), är en svensk före detta tävlingscyklist. Han vann Giro d’Italia 1971. Som en av ”Bröderna Fåglum" blev han olympisk silvermedaljör i Mexico City 1968 och olympisk bronsmedaljör i Tokyo 1964.

## Biografi
Gösta Pettersson var aktiv cyklist under 1960- och 1970-talen. Hans första olympiska start skedde i Rom 1960.
Han erhöll Svenska Dagbladets guldmedalj 1967, tillsammans med sina bröder Sture, Erik och Tomas. Detta var på grund av vinsten i världsmästerskapet i lagtempo i Heerlen i Nederländerna samma år.
Gösta Pettersson vann Giro d’Italia 1971, blev trea i Tour de France 1970, tre gånger amatörvärldsmästare i lagtempo, OS-tvåa och en gång trea i lagtempo, olympisk silvermedaljör individuellt 1968, samt VM-trea individuellt för amatörer 1964.
Vid OS i Rom 1960 tävlade han med det svenska lagtempolaget, som då bestod av Oswald Johansson, Gösta "Fåglum" Pettersson, Owe Adamsson och Gunnar Göransson. De slutade på 5:e plats.
I Giro d’Italia 1972 spurtslog Pettersson favoriten Eddy Merckx och vann den första svenska etappsegern i ett större världsberömt lopp. Under tävlingen året innan vann han hela tävlingen utan att ta någon etappseger. 
År 1968 rankades han som världens bästa amatörcyklist. Samma år fick Pettersson Lennart Brunnhages Trofé som "årets främste inom svensk idrott". Lennart Brunnhages Trofé är det som från och med 1987 kallas för Sportjournalisternas stora pris. Stor grabb nr. 1 (151 poäng).

## Meriter

### Amatör

#### Mästerskap och Olympiska spel
Placeringar i SM avser endast podieplatser i linjelopp och segrar i övriga grenar.
| Tävling              | Disciplin      | 1960 | 1961 | 1962 | 1963 | 1964 | 1965 | 1966 | 1967 | 1968 | 1969 |
| -------------------- | -------------- | ---- | ---- | ---- | ---- | ---- | ---- | ---- | ---- | ---- | ---- |
| Olympiska spel       | Linjelopp      | DNF  | x    | x    | x    | 7    | x    | x    | x    |      | x    |
| Olympiska spel       | Lagtempo       | 5    | x    | x    | x    |      | x    | x    | x    |      | x    |
| Världsmästerskapen   | Linjelopp      | 38   | 13   | –    | 13   |      | 33   | 5    | –    | –    | 30   |
| Världsmästerskapen   | Lagtempo       | x    | x    | 15   | 6    | 7    | 9    | 6    |      |      |      |
| Svenska mästerskapen | Linjelopp      |      |      |      |      |      |      |      |      |      |      |
| Svenska mästerskapen | Ind. tempolopp |      |      |      |      |      |      |      |      |      |      |
| Svenska mästerskapen | Lagtempo       |      |      |      |      |      |      |      |      |      |      |

– = deltog ej, x = ej avhållet (lagtempo infördes vid VM 1962), DNF = fullföljde ej

#### Övriga tävlingar
| 1962 2:a totalt i Tour de Tunisie Vinnare av etapp 4 1963 Vinnare av Solleröloppet 2:a totalt i Sexdagarsloppet 1964 Vinnare totalt av Tour de Tunisie Vinnare av etapperna 3 och 12 2:a totalt i Sexdagarsloppet | 1967 Vinnare totalt av Tour de Maroc Vinnare totalt av Sexdagarsloppet Vinnare av etapp 5:a Vinnare av Skandisloppet 1968 Vinnare totalt av Milk Race Vinnare av prologen samt etapperna 1 och 8b 1969 Vinnare totalt av Grand Prix d'Annaba 3:a totalt i Tour de l'Avenir Vinnare av prologen |

### Professionell
| 1970 Vinnare totalt av Tour de Romandie Vinnare av etapp 4b (ITT) Vinnare av Coppa Sabatini Vinnare av Trofeo Baracchi (med Tomas Pettersson) Vinnare av etapp 1b (ITT) i Cronostaffetta 2:a i GP Lugano 2:a i GP Forli (ITT) 3:a totalt i Tour de France 5:a i Giro di Romagna 5:a totalt i Giro di Sardegna 5:a totali i Paris–Luxembourg 6:a totalt i Giro d'Italia 8:a i Giro dell'Appennino 9:a i Gran Premio Città di Camaiore 9:a i Sassari–Cagliari 9:a i Giro del Lazio 10:a i Coppa Agostoni 1971 Vinnare totalt av Giro d'Italia Vinnare av Giro dell'Appennino 2:a totalt i Paris–Nice 2:a totalt i Setmana Catalana de Ciclisme 2:a i Trofeo Baracchi (med Tomas Pettersson) 2:a i GP Lugano 2:a totalt i Giro di Sardegna 2:a i Baden–Baden (med Tomas Pettersson) 3:a i Milano–Sanremo 3:a i GP Forli (ITT) 6:a i Giro della Provincia di Reggio Calabria 7:a i Giro dell'Emilia 7:a i Trofeo Laigueglia 8:a i Giro del Lazio | 1972 2:a i Giro di Puglia 3:a i Trofeo Baracchi (med Tomas Pettersson) 3:a i GP Forli (ITT) 6:a totalt i Giro d'Italia Vinnare av etapp 7 6:a totalt i Tour de Romandie 6:a i Giro di Campania 7:a i Giro della Provincia di Reggio Calabria 8:a i Milano–Torino 9:a i Milano–Sanremo 9:a totalt i Tirreno–Adriatico 9:a i Giro dell'Emilia 9:a i Giro del Lazio 1973 Vinnare av etapp 1b (ITT) i Cronostaffetta 2:a i Trofeo Baracchi (med Davide Boifava) 3:a totalt i Tirreno–Adriatico 3:a totalt i Giro di Sardegna 3:a i Super Prestige Pernod (delad placering med Joop Zoetemelk) 7:a totalt i Tour de Suisse Vinnare av etapp 8b (ITT) 8:a totalt i Tour de Romandie 10:a i Giro dell'Emilia 1974 2:a totalt i Tour de Suisse 2:a i Trofeo Baracchi (med Martín Emilio Rodríguez) 4:a totalt i Volta a Catalunya 4:a i GP Lugano 6:a i Giro di Toscana 6:a i Giro del Lazio 6:a i Giro della Provincia di Reggio Calabria 8:a i Coppa Placci 10:a totalt i Giro d'Italia 10:a i Giro di Campania |